# 高村镇 (淇县)
高村镇，是中华人民共和国河南省鹤壁市淇县下辖的一个乡镇级行政单位。

## 行政区划
高村镇下辖以下地区：
新乡屯村、高村、漫流村、三里屯村、杨晋庄村、礼河屯村、万古村、花庄村、肖屯村、新庄村、韩楼村、鱼坡村、和尚庙村、刘河村、思德村、杨吴村、二郎庙村、古城村、王屯村、贯子村、石佛寺村、石河岸村、靳庄村、冯庄村、大屯村、北小屯村和花营村。

## 交通
- 京广铁路：高村桥站